# Renié
Renié Conley, all'anagrafe Irene Brouillet e detta semplicemente Renié (Republic, 31 luglio 1901 – Contea di Los Angeles, 12 giugno 1992), è stata una costumista statunitense.
Candidata 5 volte al Premio Oscar, vinse nel 1964 assieme a Irene Sharaff e Vittorio Nino Novarese per il film di Joseph L. Mankiewicz Cleopatra.

## Filmografia
- Double Danger, regia di Lew Landers (1938)
- Piccolo porto (Primrose Path), regia di Gregory La Cava (1940)
- Lo sconosciuto del terzo piano (Stranger on the Third Floor), regia di Boris Ingster (1940)
- Dedizione (The Big Street), regia di Irving Reis (1942)
- Hitler's Children, regia di Edward Dmytryk e, non accreditato, Irving Reis (1943)
- La settima vittima (The Seventh Victim), regia di Mark Robson  (1943)
- Il ribelle (None But the Lonely Heart), regia di Clifford Odets (1944)
- Il coraggio delle due (Two O'Clock Courage), regia di Anthony Mann (1945)
- La bionda di bambù (The Bamboo Blonde), regia di Anthony Mann (1946)
- Riff-Raff - L'avventuriero di Panama (Riff Raff), regia di Ted Tetzlaff (1947)
- A Likely Story, regia di H.C. Potter (1947)
- Donne di frontiera (Roughshod), regia di Mark Robson (1949)
- Mariti su misura (The Model and the Marriage Broker), regia di George Cukor (1951)
- Cleopatra, regia di Joseph L. Mankiewicz (1963)